# Бекір Іртегюн
Бекір Іртегюн (тур. Bekir İrtegün, нар. 20 квітня 1984, Елязиг) — турецький футболіст, захисник клубу «Сакар'яспор».

## Клубна кар'єра
Свою професійну кар'єру Бекір Іртегюн починав у рідному клубі «Газіантеп Бююкшехір Беледієспор у першій турецькій лізі у 2001 році. Вже в наступному році права на гравця викупив  «Газіантепспор», однак за цей клуб Бекір Іртегюн встиг зіграти лише в одному матчі проти «Фенербахче», після чого знову повернувся в «Газіантеп ББ» на правах оренди. З 2003 року виступав за «Газіантепспор», в якому провів шість сезонів, взявши участь у 125 матчах чемпіонату.
Своєю грою за цю команду привернув увагу представників тренерського штабу «Фенербахче», з яким 8 червня 2009 року підписав трирічний контракт. Відіграв за стамбульську команду наступні шість сезонів своєї ігрової кар'єри, вигравши за цей час по два рази чемпіонат, Кубок та Суперкубок Туреччини.
До складу клубу «Істанбул ББ» приєднався у липні 2015 року. Відтоді встиг відіграти за іншу стамбульську команду 31 матч в національному чемпіонаті.

## Виступи за збірні
2000 року дебютував у складі юнацької збірної Туреччини, взяв участь у 16 іграх на юнацькому рівні.
Протягом 2003—2006 років залучався до складу молодіжної збірної Туреччини. На молодіжному рівні зіграв у 25 офіційних матчах.
26 травня 2007 року дебютував в офіційних матчах у складі національної збірної Туреччини в товариському матчі проти збірної Фінляндії (2:3). Наразі провів у формі головної команди країни 10 матчів.

## Титули і досягнення
- Чемпіон Туреччини (2):

«Фенербахче»: 2010–11, 2013–14
- Володар Кубка Туреччини (2):

«Фенербахче»: 2011-12, 2012-13
- Володар Суперкубка Туреччини (2):

«Фенербахче»: 2009, 2014